# MAN F90
MAN F90 - серія важких вантажівок загальною масою від 18 до 48 тонн, що випускалися MAN в 1986-1994 роках.

## Опис

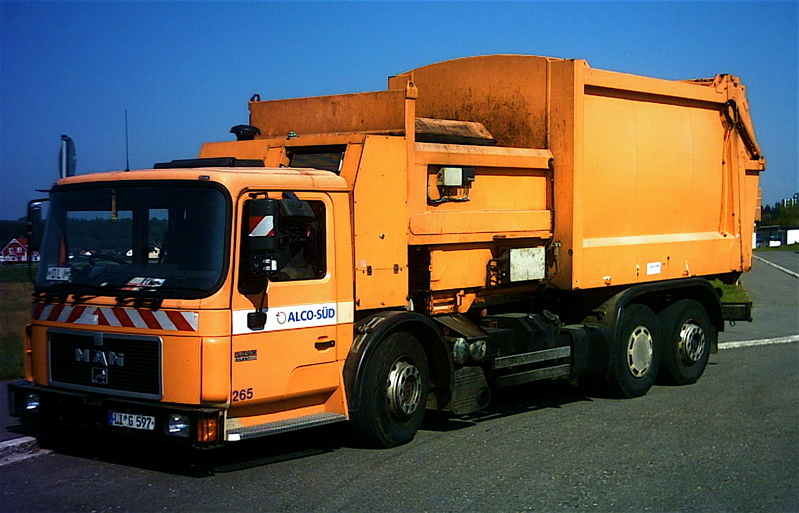
MAN F90 з низькою кабіною

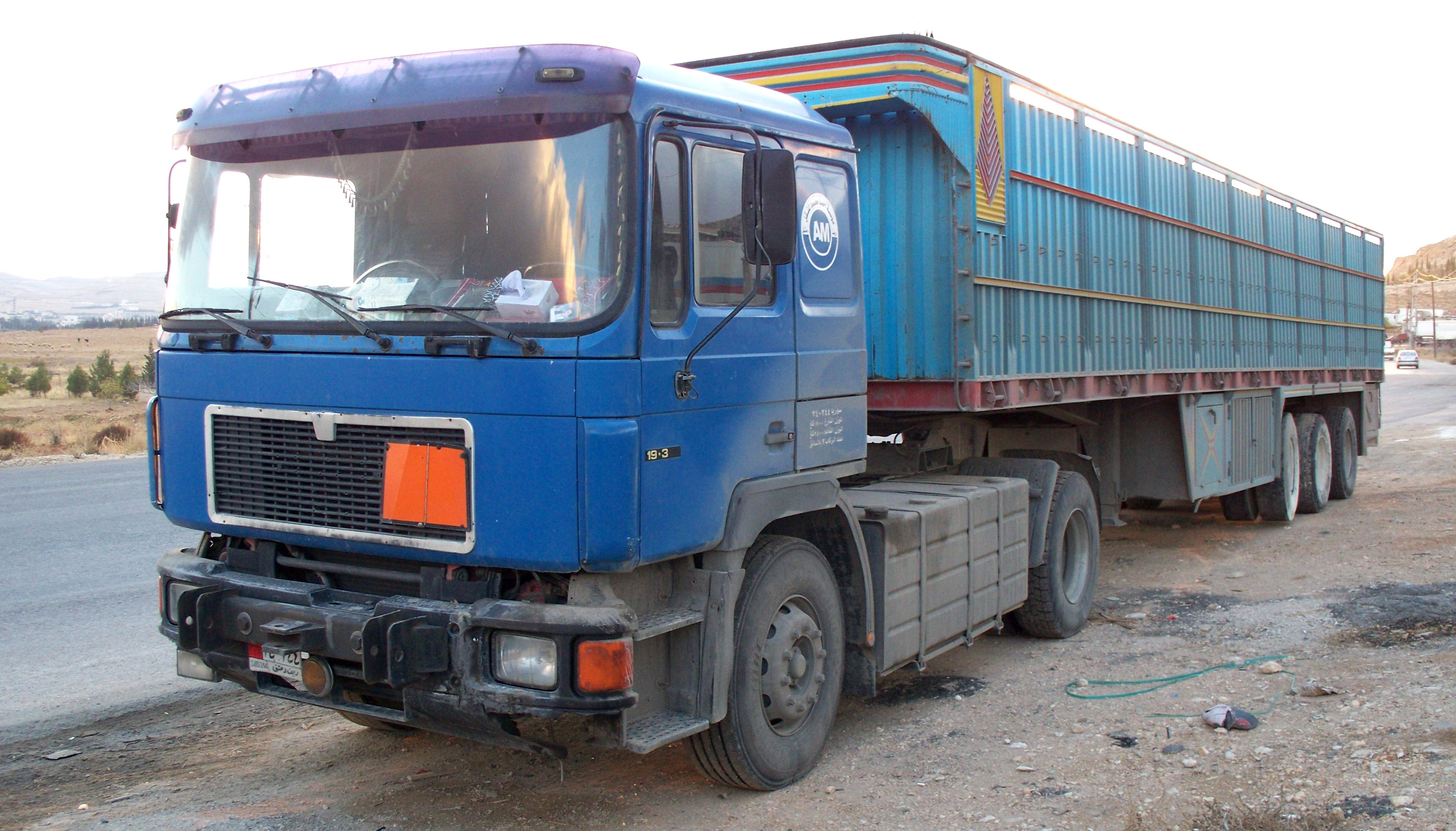
MAN 19.362

В 1986 році почалося виробництво нової серії важких автомобілів MAN F90 повною масою понад 18 т, яка завоювала титул "Вантажівка 1987 року". Автомобілі мали рядні 6-циліндрові двигуни з турбонаддувом і проміжним охолодженням потужністю від 150 до 360 к.с., багатосхідчасті коробки, передні дискові гальма, антиблокувальну систему (АБС), гіпоїдних головну передачу і нові планетарні колісні редуктори. Кабіни відповідали новим вимогам безпеки та ергономіки. Спеціальні виконання Silent мали еластичну підвіску кабін і посилену звукоізоляцію.

## Двигуни
- 9.7L D 2146 HM 1 U І6 192 к.с.
- 12.0L D 2866 F І6 240 к.с.
- 10.0L D 2865 LF І5 260/290/330 к.с.
- 12.0L D 2865 LF02 І5 269 к.с.
- 12.0L D 2866 LF04 І6 299 к.с.
- 10.0L D 2865 LF03 І5 320 к.с.
- 12.0L D 2866 LXF І6 339/360 к.с.
- 10.0L D 2865 LF09 І5 340 к.с.
- 12.0L D 2866 KF І6 360 к.с.
- 12.0L D 2866 LF03 І6 370 к.с.
- 12.0L D 2866 LF06 І6 420 к.с.
- 18.2L D 2840 LF V10 460 к.с.
- 18.2L D 2840 LF01 V10 500 к.с.